# Alcobaça (Portugal)
Alcobaça é uma cidade portuguesa, da região Oeste, com cerca de 18 mil habitantes no perímetro urbano. Situada na província histórica da Estremadura e no distrito de Leiria. Integra atualmente a NUTII do Oeste e Vale do Tejo.
Tendo sido elevada ao estatuto de cidade em 1995, é célebre pela existência da Real Abadia do Mosteiro de Alcobaça, o qual constitui um monumento de forte atração turística.
É sede do Município de Alcobaça que tem 408,14 km² de área e 54 973 habitantes (2021), o segundo mais populoso da Comunidade Intermunicipal do Oeste de que faz parte e do distrito de Leiria, estando subdividido em 13 freguesias. O município é limitado a norte pelo município da Marinha Grande, a leste por Leiria, Porto de Mós e Rio Maior, a sul pelas Caldas da Rainha e a oeste pela Nazaré (que é rodeada por terra por Alcobaça), tendo dois troços de costa atlântica, a noroeste e sudoeste. O município alcobacense é policêntrico, possuindo, para além da cidade de Alcobaça, as vilas da Benedita, de São Martinho do Porto, de Alfeizerão, da Cela, de Pataias e de Aljubarrota e respetivas freguesias, como centros de referência.
A área urbana da cidade de Alcobaça abrange cerca de 18 000 habitantes distribuídos pelas freguesias de Alcobaça e Vestiaria e por parte das freguesias de Aljubarrota, Maiorga, Évora de Alcobaça.[carece de fontes?]
A cidade está localizada a 92 km a norte de Lisboa (124 km via A8, ou 110 km via IC2 / A1), e 88 km a sudoeste de Coimbra (114 km via A8 / A17 / IC8 / A1, ou 105 km via IC2 / A1).
Alcobaça é banhada pelos rios Alcoa e Baça, nomes de cuja aglutinação a tradição faz derivar o seu nome – o que está longe de ser consensual.

## História
A actual cidade de Alcobaça cresceu nos vales do rio Alcoa e do rio Baça.
A área do actual município de Alcobaça foi habitada pelos Romanos, mas a denominação ficou-lhe dos Árabes, cuja ocupação denota uma era de progresso a julgar pelos numerosos topónimos das terras adjacentes que os recordam, tais como Alcobaça, Alfeizerão, Aljubarrota, Alpedriz e ainda outros topónimos.
Quando Alcobaça foi reconquistada, a localidade tinha acesso ao mar que perto formava a grande Lagoa da Pederneira que atingia Cós e permitia navegarem as embarcações que transportavam para o resto do País os frutos deliciosos produzidos na região graças à técnica introduzida pelos monges de Cister.
Afonso Henriques doou aos monges Cistercienses a 8 de Abril de 1153 as terras de Alcobaça, com a obrigação de as arrotearem; as doações feitas ao longo dos diversos reinados vieram a constituir um vastíssimo território - os Coutos de Alcobaça - que se extendia desde cerca de São Pedro de Moel a São Martinho do Porto e de Aljubarrota a Alvorninha, tendo o território atingido o seu máximo no reinado de D. Fernando I.
Os monges de Cister chegaram a ser senhores de 14 vilas, das quais 4 eram portos de mar: Alfeizerão, São Martinho do Porto, Pederneira e Paredes da Vitória.
Os monges de Alcobaça, além da sua actividade religiosa e cultural, desenvolveram uma acção colonizadora notável e perdurável, ensinando técnicas agrícolas e pondo em prática inovações experimentadas noutros mosteiros, graças às quais arrotearam terras, secaram pauis, introduziram culturas adequadas a cada terreno e organizaram explorações ou quintas, a que chamavam granjas, criando praticamente a partir do nada uma região agrícola que se manteve até aos nossos dias como uma das mais produtivas de Portugal. Joaquim Vieira Natividade refere os monges de Alcobaça como os monges-agrónomos.
Os municípios de Alcobaça e Nazaré, bem como parte do norte do município de Caldas da Rainha, foram arroteados e administrados pelos monges alcobacenses. Este vasto território denominava-se os Coutos de Alcobaça.
Eram 14 as vilas dos coutos de Alcobaça:
- Alcobaça;
- Alfeizerão;
- Aljubarrota;
- Alvorninha;
- Cela;
- Cós;
- Évora de Alcobaça;
- Maiorga;
- Paredes da Vitória;
- Pederneira
- Salir de Matos
- Santa Catarina;
- São Martinho do Porto;
- Turquel.

A cidade de Alcobaça recebeu foral de D. Manuel I em 1514. As outras 13 vilas receberam forais na mesma época.
Em 1567, o mosteiro de Alcobaça separou-se de Cister, a casa-mãe em França, para se tornar cabeça da Congregação Portuguesa, por bula do Papa Pio V.
Em meados do século XVII, a maioria das terras dos coutos de Alcobaça pertencia já aos habitantes das vilas e dos seus concelhos.
Em 1755, por causa do grande terramoto, Alcobaça foi bastante danificada e sofreu uma enorme inundação. O marquês de Pombal impulsionou o município após essa tragédia.
Durante as invasões francesas, no início do século XIX, o mosteiro de Alcobaça foi pilhado.
O mosteiro esteve novamente a saque durante 11 dias em 1833, após o abandono forçado dos monges, em virtude da vitória liberal na guerra civil. Com a extinção das ordens religiosas decretada em 1834, parte do Mosteiro de Alcobaça foi vendido em hasta pública. Das 14 vilas-concelho apenas Alcobaça e Pederneira (a actual Nazaré) são hoje sede de concelho, tendo os outros sido entretanto extintos.
Nos antigos coutos, administrados pelos monges cistercienses durante quase 700 anos, subsistem, para além da atividade agrícola por eles introduzida, uma profusão de elementos arquitectónicos, sobretudo manuelinos, alguns pelourinhos e muitas casas rurais e anexos agrícolas, como lagares de varas que no século XVII e século XIX foram utilizados para a extracção do azeite a partir dos olivais da Serra dos Candeeiros.
Foi feita Dama da Antiga e Muito Nobre Ordem Militar da Torre e Espada, do Valor, Lealdade e Mérito a 26 de Abril de 1919.
A 30 de agosto de 1995, Alcobaça foi elevada a cidade.
Até 12 de julho de 2001, fazia também parte do município a freguesia da Moita, a qual entretanto foi transferida para o vizinho concelho da Marinha Grande.

## Evolução da População do Município
| Número de habitantes | Número de habitantes | Número de habitantes | Número de habitantes | Número de habitantes | Número de habitantes | Número de habitantes | Número de habitantes | Número de habitantes | Número de habitantes | Número de habitantes | Número de habitantes | Número de habitantes | Número de habitantes | Número de habitantes | Número de habitantes |
| -------------------- | -------------------- | -------------------- | -------------------- | -------------------- | -------------------- | -------------------- | -------------------- | -------------------- | -------------------- | -------------------- | -------------------- | -------------------- | -------------------- | -------------------- | -------------------- |
| 1864                 | 1878                 | 1890                 | 1900                 | 1911                 | 1920                 | 1930                 | 1940                 | 1950                 | 1960                 | 1970                 | 1981                 | 1991                 | 2001                 | 2011                 | 2021                 |
| 21 217               | 23 271               | 26 140               | 28 969               | 33 023               | 34 583               | 38 462               | 43 518               | 47 905               | 50 027               | 48 028               | 52 347               | 54 382               | 55 376               | 56 688               | 54 965               |

(Obs.: Número de habitantes "residentes", ou seja, que tinham a residência oficial neste município à data em que os censos  se realizaram.)
| Número de habitantes por Grupo Etário | Número de habitantes por Grupo Etário | Número de habitantes por Grupo Etário | Número de habitantes por Grupo Etário | Número de habitantes por Grupo Etário | Número de habitantes por Grupo Etário | Número de habitantes por Grupo Etário | Número de habitantes por Grupo Etário | Número de habitantes por Grupo Etário | Número de habitantes por Grupo Etário | Número de habitantes por Grupo Etário | Número de habitantes por Grupo Etário | Número de habitantes por Grupo Etário | Número de habitantes por Grupo Etário |
| ------------------------------------- | ------------------------------------- | ------------------------------------- | ------------------------------------- | ------------------------------------- | ------------------------------------- | ------------------------------------- | ------------------------------------- | ------------------------------------- | ------------------------------------- | ------------------------------------- | ------------------------------------- | ------------------------------------- | ------------------------------------- |
|                                       | 1900                                  | 1911                                  | 1920                                  | 1930                                  | 1940                                  | 1950                                  | 1960                                  | 1970                                  | 1981                                  | 1991                                  | 2001                                  | 2011                                  | 2021                                  |
| 0-14 Anos                             | 9 911                                 | 10 954                                | 11 536                                | 12 640                                | 13 940                                | 13 860                                | 13 729                                | 12 195                                | 12 529                                | 10 203                                | 8 844                                 | 8 282                                 | 6 436                                 |
| 15-24 Anos                            | 4 729                                 | 6 293                                 | 6 128                                 | 6 837                                 | 7 404                                 | 8 430                                 | 8 047                                 | 8 065                                 | 8 244                                 | 8 330                                 | 7 580                                 | 5 995                                 | 5 778                                 |
| 25-64 Anos                            | 11 794                                | 13 199                                | 14 167                                | 15 877                                | 18 142                                | 21 116                                | 23 603                                | 22 740                                | 25 421                                | 27 088                                | 29 493                                | 30 706                                | 28 484                                |
| = ou > 65 Anos                        | 2 031                                 | 2 073                                 | 2 414                                 | 3 300                                 | 3 353                                 | 3 802                                 | 4 648                                 | 4 290                                 | 6 153                                 | 7 452                                 | 9 459                                 | 11 705                                | 14 267                                |

(Obs: De 1900 a 1950 os dados referem-se à população "de facto", ou seja, que estava presente no município à data em que os censos se realizaram. Daí que se registem algumas diferenças relativamente à designada população residente)

## Clima
Alcobaça possui um clima mediterrânico do tipo Csb, ou seja, com verões amenos. Dias com mais de 30 °C são relativamente raros, não chegando a 20 por ano em média, e os verões são secos. Os invernos são amenos e chuvosos, sendo que dias abaixo de 0 °C também não chegam aos 20 por ano.
| Dados climatológicos para Alcobaça                                  | Dados climatológicos para Alcobaça | Dados climatológicos para Alcobaça | Dados climatológicos para Alcobaça | Dados climatológicos para Alcobaça | Dados climatológicos para Alcobaça | Dados climatológicos para Alcobaça | Dados climatológicos para Alcobaça | Dados climatológicos para Alcobaça | Dados climatológicos para Alcobaça | Dados climatológicos para Alcobaça | Dados climatológicos para Alcobaça | Dados climatológicos para Alcobaça | Dados climatológicos para Alcobaça |
| Mês                                                                 | Jan                                | Fev                                | Mar                                | Abr                                | Mai                                | Jun                                | Jul                                | Ago                                | Set                                | Out                                | Nov                                | Dez                                | Ano                                |
| ------------------------------------------------------------------- | ---------------------------------- | ---------------------------------- | ---------------------------------- | ---------------------------------- | ---------------------------------- | ---------------------------------- | ---------------------------------- | ---------------------------------- | ---------------------------------- | ---------------------------------- | ---------------------------------- | ---------------------------------- | ---------------------------------- |
| Temperatura máxima média (°C)                                       | 15,1                               | 15,8                               | 18,2                               | 19                                 | 20,8                               | 23,7                               | 25,9                               | 26,2                               | 25,6                               | 22                                 | 18,4                               | 15,9                               | 20,6                               |
| Temperatura média (°C)                                              | 9,6                                | 10,6                               | 12,4                               | 13,6                               | 15,5                               | 18,4                               | 20,3                               | 20,3                               | 19,3                               | 16,2                               | 13,1                               | 11,1                               | 15                                 |
| Temperatura mínima média (°C)                                       | 4,2                                | 5,4                                | 6,7                                | 8,1                                | 10,2                               | 13                                 | 14,7                               | 14,4                               | 13                                 | 10,4                               | 7,9                                | 6,4                                | 9,5                                |
| Precipitação (mm)                                                   | 106                                | 101,7                              | 59,2                               | 76,1                               | 64,8                               | 23,8                               | 7,8                                | 11,8                               | 36,2                               | 95,2                               | 124,9                              | 132,1                              | 839,6                              |
| Fonte: Instituto Português do Mar e da Atmosfera 13 de maio de 2020 |                                    |                                    |                                    |                                    |                                    |                                    |                                    |                                    |                                    |                                    |                                    |                                    |                                    |

## Política

### Eleições autárquicas[12]
| Data | %     | V     | %       | V       | %      | V      | %            | V            | %              | V  | %              | V      | %              | V   | %              | V   | %    | V | %              | V   | %  | V  | %  | V  | %  | V  | Participação |                |
| Data | PS    | PS    | PPD/PSD | PPD/PSD | CDS-PP | CDS-PP | FEPU/APU/CDU | FEPU/APU/CDU | AD             | AD | UDP/BE         | UDP/BE | MPT            | MPT | GCE            | GCE | E    | E | ADN            | ADN | CH | CH | NC | NC | IL | IL | Participação |                |
| ---- | ----- | ----- | ------- | ------- | ------ | ------ | ------------ | ------------ | -------------- | -- | -------------- | ------ | -------------- | --- | -------------- | --- | ---- | - | -------------- | --- | -- | -- | -- | -- | -- | -- | ------------ | -------------- |
| Data | 1976  | 39,73 | 3       | 31,69   | 3      | 16,00  | 1            | 7,99         | -              |    |                |        |                |     |                |     |      |   |                |     |    |    |    |    |    |    |              | 64,33 / 100,00 |
| 1979 | 39,11 | 3     | AD      | AD      | AD     | AD     | 8,07         | -            | 49,79          | 4  | 0,81           | -      | 70,84 / 100,00 |     |                |     |      |   |                |     |    |    |    |    |    |    |              |                |
| 1982 | 40,27 | 3     | AD      | AD      | AD     | AD     | 7,56         | -            | 48,96          | 4  |                |        | 66,06 / 100,00 |     |                |     |      |   |                |     |    |    |    |    |    |    |              |                |
| 1985 | 22,74 | 2     | 64,87   | 5       |        |        | 8,27         | -            |                |    | 57,94 / 100,00 |        |                |     |                |     |      |   |                |     |    |    |    |    |    |    |              |                |
| 1989 | 43,49 | 3     | 35,95   | 3       | 11,70  | 1      | 4,87         | -            | 62,85 / 100,00 |    |                |        |                |     |                |     |      |   |                |     |    |    |    |    |    |    |              |                |
| 1993 | 51,10 | 5     | 30,18   | 2       | 4,08   | -      | 6,37         | -            | 3,40           | -  | 63,94 / 100,00 |        |                |     |                |     |      |   |                |     |    |    |    |    |    |    |              |                |
| 1997 | 28,53 | 2     | 43,96   | 4       | 3,66   | -      | 19,73        | 1            |                |    | 63,22 / 100,00 |        |                |     |                |     |      |   |                |     |    |    |    |    |    |    |              |                |
| 2001 | 23,50 | 2     | 46,89   | 4       | 3,33   | -      | 22,19        | 1            | 62,90 / 100,00 |    |                |        |                |     |                |     |      |   |                |     |    |    |    |    |    |    |              |                |
| 2005 | 17,12 | 1     | 55,08   | 5       | 2,84   | -      | 15,98        | 1            | 3,35           | -  | 62,25 / 100,00 |        |                |     |                |     |      |   |                |     |    |    |    |    |    |    |              |                |
| 2009 | 20,89 | 2     | 44,93   | 4       | 5,20   | -      | 15,28        | 1            | 2,60           | -  | 6,67           | -      | 60,43 / 100,00 |     |                |     |      |   |                |     |    |    |    |    |    |    |              |                |
| 2013 | 19,79 | 2     | 36,07   | 3       | 17,53  | 1      | 11,98        | 1            | 2,13           | -  |                |        | 0,92           | -   | 53,65 / 100,00 |     |      |   |                |     |    |    |    |    |    |    |              |                |
| 2017 | 21,58 | 2     | 43,98   | 4       | 15,25  | 1      | 7,64         | -            | 2,96           | -  |                |        | 0,79           | -   | 55,60 / 100,00 |     |      |   |                |     |    |    |    |    |    |    |              |                |
| 2021 | 29,99 | 3     | 43,18   | 4       | 5,12   | -      | 3,45         | -            |                |    |                |        | 4,64           | -   | 4,43           | -   | 3,42 | - | 56,79 / 100,00 |     |    |    |    |    |    |    |              |                |

### Eleições legislativas
| Data | %     | %     | %     | %    | %     | %     | %        | %     | %    | %     | %    | %   | %       | % | %  | %  |
| Data | PS    | PSD   | CDS   | PCP  | UDP   | AD    | APU/ CDU | FRS   | PRD  | PSN   | B.E. | PAN | PSD CDS | L | CH | IL |
| ---- | ----- | ----- | ----- | ---- | ----- | ----- | -------- | ----- | ---- | ----- | ---- | --- | ------- | - | -- | -- |
| 1976 | 35,91 | 29,49 | 17,28 | 6,46 | 0,68  |       |          |       |      |       |      |     |         |   |    |    |
| 1979 | 26,41 | AD    | AD    | APU  | 1,38  | 54,00 | 10,16    |       |      |       |      |     |         |   |    |    |
| 1980 | FRS   | AD    | AD    | APU  | 0,84  | 58,66 | 8,64     | 24,55 |      |       |      |     |         |   |    |    |
| 1983 | 37,31 | 34,39 | 14,71 | APU  | 0,58  |       | 8,03     |       |      |       |      |     |         |   |    |    |
| 1985 | 22,06 | 39,50 | 10,27 | APU  | 0,74  | 6,77  | 15,36    |       |      |       |      |     |         |   |    |    |
| 1987 | 21,26 | 59,28 | 5,92  | CDU  | 0,50  | 4,99  | 3,12     |       |      |       |      |     |         |   |    |    |
| 1991 | 25,22 | 60,62 | 4,20  | CDU  |       | 3,59  | 0,54     | 1,43  |      |       |      |     |         |   |    |    |
| 1995 | 39,22 | 42,66 | 10,20 | CDU  | 0,43  | 3,71  |          |       |      |       |      |     |         |   |    |    |
| 1999 | 37,61 | 40,97 | 8,86  | CDU  |       | 7,32  | 0,25     | 1,26  |      |       |      |     |         |   |    |    |
| 2002 | 31,14 | 50,87 | 8,17  | CDU  | 3,97  |       | 1,95     |       |      |       |      |     |         |   |    |    |
| 2005 | 37,37 | 40,25 | 7,67  | CDU  | 3,83  | 5,08  |          |       |      |       |      |     |         |   |    |    |
| 2009 | 30,77 | 35,63 | 11,49 | CDU  | 4,92  | 8,78  |          |       |      |       |      |     |         |   |    |    |
| 2011 | 21,63 | 47,50 | 11,99 | CDU  | 4,62  | 4,74  | 1,11     |       |      |       |      |     |         |   |    |    |
| 2015 | 25,40 | CDS   | PSD   | CDU  | 4,53  | 8,58  | 1,13     | 49,49 | 0,70 |       |      |     |         |   |    |    |
| 2019 | 31,16 | 35,13 | 5,55  | CDU  | 3,88  | 8,31  | 2,49     |       | 0,89 | 1,57  | 0,87 |     |         |   |    |    |
| 2022 | 35,06 | 35,93 | 2,23  | CDU  | 2,72  | 3,94  | 1,18     | 0,94  | 8,43 | 5,12  |      |     |         |   |    |    |
| 2024 | 23,05 | AD    | AD    | CDU  | 36,46 | 2,04  | 3,80     | 1,38  | 2,34 | 19,25 | 5,77 |     |         |   |    |    |
| 2025 | 19,51 | AD    | AD    | CDU  | 37,64 | 1,75  | 1,70     | 1,03  | 3,20 | 23,05 | 6,08 |     |         |   |    |    |

## Freguesias

Freguesias do município de Alcobaça

O município de Alcobaça está dividido em 13 freguesias:
- Alcobaça e Vestiaria (sede)
- Alfeizerão
- Aljubarrota
- Bárrio
- Benedita
- Cela
- Cós, Alpedriz e Montes
- Évora de Alcobaça
- Maiorga
- Pataias e Martingança
- São Martinho do Porto
- Turquel
- Vimeiro

Até 2001, a freguesia da Moita fez parte do município de Alcobaça

## Património natural

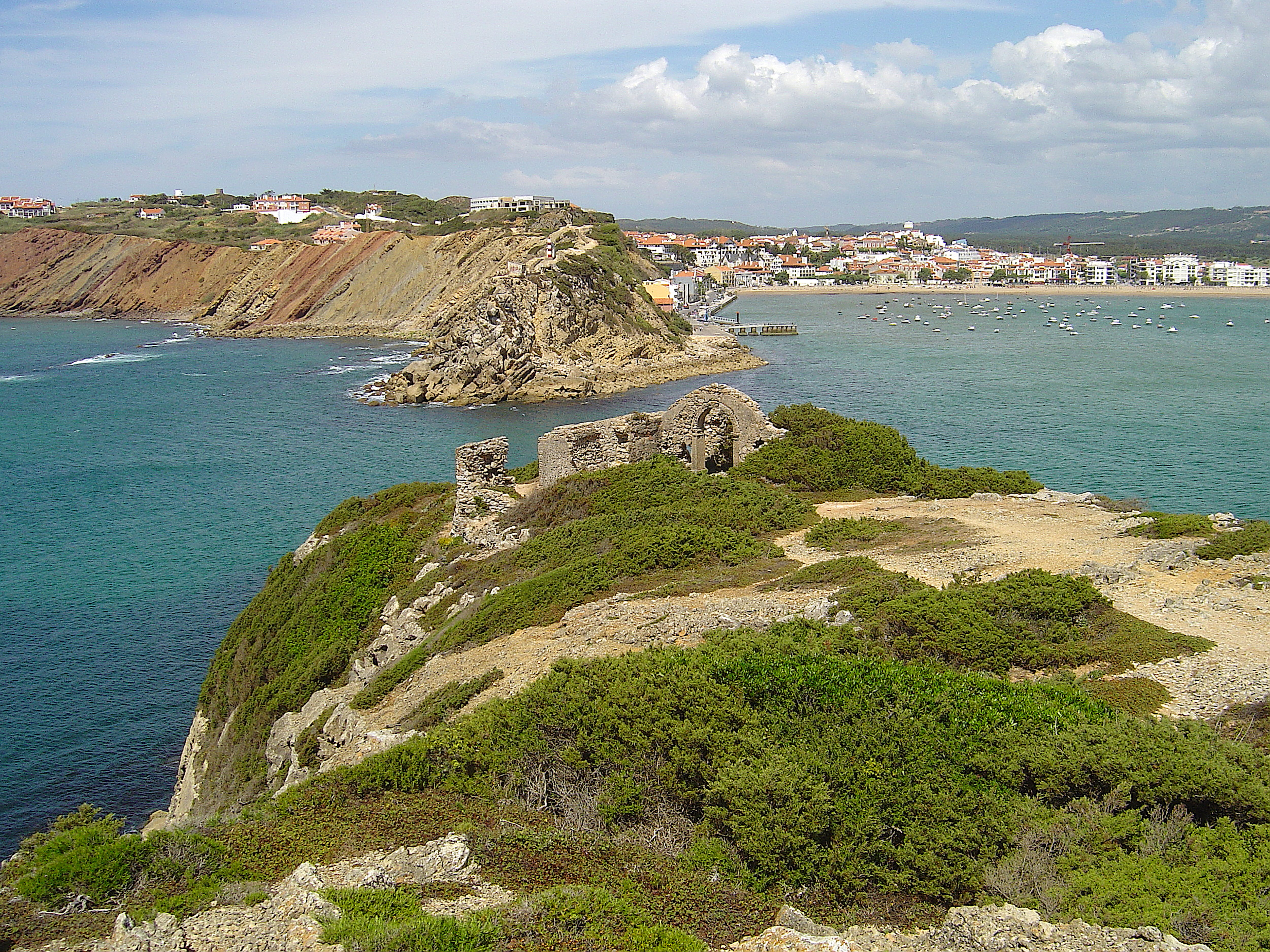
Entrada para a baía de São Martinho do Porto.

O município é densamente povoado, acima da média nacional; por isso, a paisagem rural fora dos centros populacionais é um misto de habitação, agricultura, mato e floresta, sem grandes espaços sem marca humana.
As maiores manchas florestais do município são as seguintes:
- Pinhal: na freguesia de Pataias (matas particulares)
- Serra dos Candeeiros (eucaliptal)
- Vimeiro (Carvalhal do Gaio)

Parte da zona oriental do município está inscrita no Parque Natural das Serras de Aire e Candeeiros (freguesias de Aljubarrota, Évora e Turquel).
A 3 km da cidade, na freguesia de Alcobaça e Vestiaria, situam-se as Termas da Piedade.

### Litoral
O município conta com zona litoral nas freguesias de Pataias, a norte, e São Martinho do Porto, a sul. Todo o litoral é constituído por arribas, a maioria delas com uma pequena praia na base. A excepção é a concha de São Martinho do Porto, uma baía natural ladeada por dois promontórios de rocha. A concha foi em tempos muito mais vasta: até ao século XIV o mar chegava à vila de Alfeizerão, hoje a 4 km de distância.
No litoral norte encontram-se sete praias: Água de Madeiros, Praia da Pedra do Ouro, Polvoeira,Paredes da Vitória,Vale furado,  Légua e Falca. No litoral sul, encontramos as praias da Gralha e de São Martinho do Porto. Apesar de algumas destas praias terem tido bandeira azul em anos anteriores, nenhuma obteve esse galardão no ano de 2009.

### Miradouros
O melhor miradouro da cidade e dos seus campos adjacentes encontra-se no morro do castelo em ruínas. Nos seus arredores oferecem belas panorâmicas o adro da Capelinha de Santa Rita, na serra do Monte em Coz; o lugar de Montes; a capela de Santo António, em São Martinho do Porto; e a Portela do Pereiro, no cimo da serra dos Candeeiros.

## Património edificado
| Freguesia             | Imóvel                                                              | Constr.      | Classif. | Link   |
| --------------------- | ------------------------------------------------------------------- | ------------ | -------- | ------ |
| Alcobaça              | Mosteiro de Alcobaça                                                | Séc. XII-XIX | PM, MN   | [ 16 ] |
| Alcobaça              | Capela de Nossa Senhora do Desterro, na Cerca do Mosteiro           | Séc. XVIII   | MN       | [ 17 ] |
| Alcobaça              | Castelo de Alcobaça                                                 | Séc. XII     | IIP      | [ 18 ] |
| Alcobaça              | Capela de Nossa Senhora da Conceição                                | Séc. XVII    | IIP      | [ 19 ] |
| Alcobaça              | Edifício na Rua Dr. Brilhante n.º 5                                 | Séc. XVIII   | IIM      | [ 20 ] |
| Alcobaça              | Edifício onde viveu Manuel Vieira Natividade                        | Séc. XX      | IIM      | [ 21 ] |
| Alcobaça              | Cine-Teatro de Alcobaça                                             | Séc. XX      | —        |        |
| Alcobaça              | Armazém das Artes                                                   | Séc. XX      | —        |        |
| Alcobaça              | Escola Adães Bermudes                                               | Séc. XX      | —        |        |
| Alcobaça              | Challet da Fonte Nova                                               | Séc. XX      | —        |        |
| Alcobaça              | Palacetes de final do século XIX e início do século XX              | Séc. XX      | —        |        |
| Alfeizerão            | Pelourinho de Alfeizerão                                            | [ 22 ]       |          |        |
| Alfeizerão            | Castelo de Alfeizerão                                               | Séc. XII     | Em vias  | [ 23 ] |
| Alfeizerão            | Casa do Relego                                                      | —            | —        |        |
| Aljubarrota           | Pelourinho de Aljubarrota                                           | Séc. XVI     | IIP      | [ 24 ] |
| Aljubarrota           | Igreja de Nossa Senhora dos Prazeres                                | Séc. XIII    | IIP      | [ 25 ] |
| Aljubarrota           | Janela manuelina, num prédio na Rua Direita, 49                     | Séc. XVI     | IIP      | [ 26 ] |
| Aljubarrota           | Casa do Monge Lagareiro ("Lagar dos Frades")                        | Séc. XVIII   | IIP      | [ 27 ] |
| Aljubarrota           | Ermida de São João Baptista, Olheiros                               | Séc. XVII    | Em vias  | [ 28 ] |
| Alpedriz              | Pelourinho de Alpedriz                                              | Séc. XVI     | IIP      | [ 29 ] |
| Bárrio                | Vila Romana de Parreitas                                            | Séc. I-IV    | —        |        |
| Cela                  | Pelourinho de Cela Nova                                             | Séc. XVI     | IIP      | [ 30 ] |
| Cela                  | Capela de São Bento, na Quinta da Cela Velha                        | Séc. XVIII   | IIM      | [ 31 ] |
| Cela                  | Monumento ao General Humberto Delgado do escultor José Aurélio      | Séc. XX      | —        |        |
| Cós                   | Mosteiro de Santa Maria de Cós                                      | Séc. XIII    | [ 32 ]   | [ 33 ] |
| Cós                   | Ermida do Bom Jesus do Calvário de Cós (vulgo Capela de Santa Rita) | Séc. XVII    |          | [ 34 ] |
| Cós                   | Igreja de Santa Eufémia (Igreja da Misericórdia)                    | —            | —        | —      |
| Cós                   | Santuário da Senhora da Luz (Castanheira)                           | —            | —        | [ 35 ] |
| Cós                   | Fonte Santa (Castanheira)                                           | —            | —        | [ 35 ] |
| Cós                   | Capela de Santa Marta (Castanheira)                                 | —            | —        | —      |
| Cós                   | Capela de Nossa Senhora da Graça (Póvoa)                            | —            | —        | [ 36 ] |
| Maiorga               | Pelourinho da Maiorga                                               | Séc. XVI     | IIP      | [ 37 ] |
| Maiorga               | Açude da Fervença                                                   | —            | —        |        |
| Pataias               | Fornos de Cal                                                       | —            | Em vias  | [ 38 ] |
| São Martinho do Porto | Casa em São Martinho do Porto                                       | Séc. XX      | IIM      | [ 39 ] |
| São Martinho do Porto | Centro Histórico de São Martinho do Porto                           | Séc. XIX-XX  | -        |        |
| Turquel               | Pelourinho de Turquel                                               | Séc. XVI     | IIP      | [ 40 ] |
| Turquel               | Quinta de Vale-de-Ventos                                            | —            | Em vias  | [ 41 ] |
| Vestiaria             | Igreja Matriz de Vestiaria                                          | Séc. XVI     | MN       | [ 42 ] |
| Vimeiro               | Núcleo construído da Quinta (ou Granja) do Vimeiro                  | —            | Em vias  | [ 43 ] |

### Castelo de Alcobaça
O castelo de Alcobaça remonta, provavelmente, ao período visigótico. Terá sido conquistado pelos mouros no século VIII e, posteriormente, por D. Afonso Henriques em 1148. Após o abandono da função como castelo, serviu como prisão. Entrou em estado de degradação devido a sucessivos terramotos. No século XIX, a quase totalidade das pedras da sua muralha foram vendidas pelo Município para a construção de casas particulares. Encontra-se hoje em ruínas.

### Mosteiro de Alcobaça

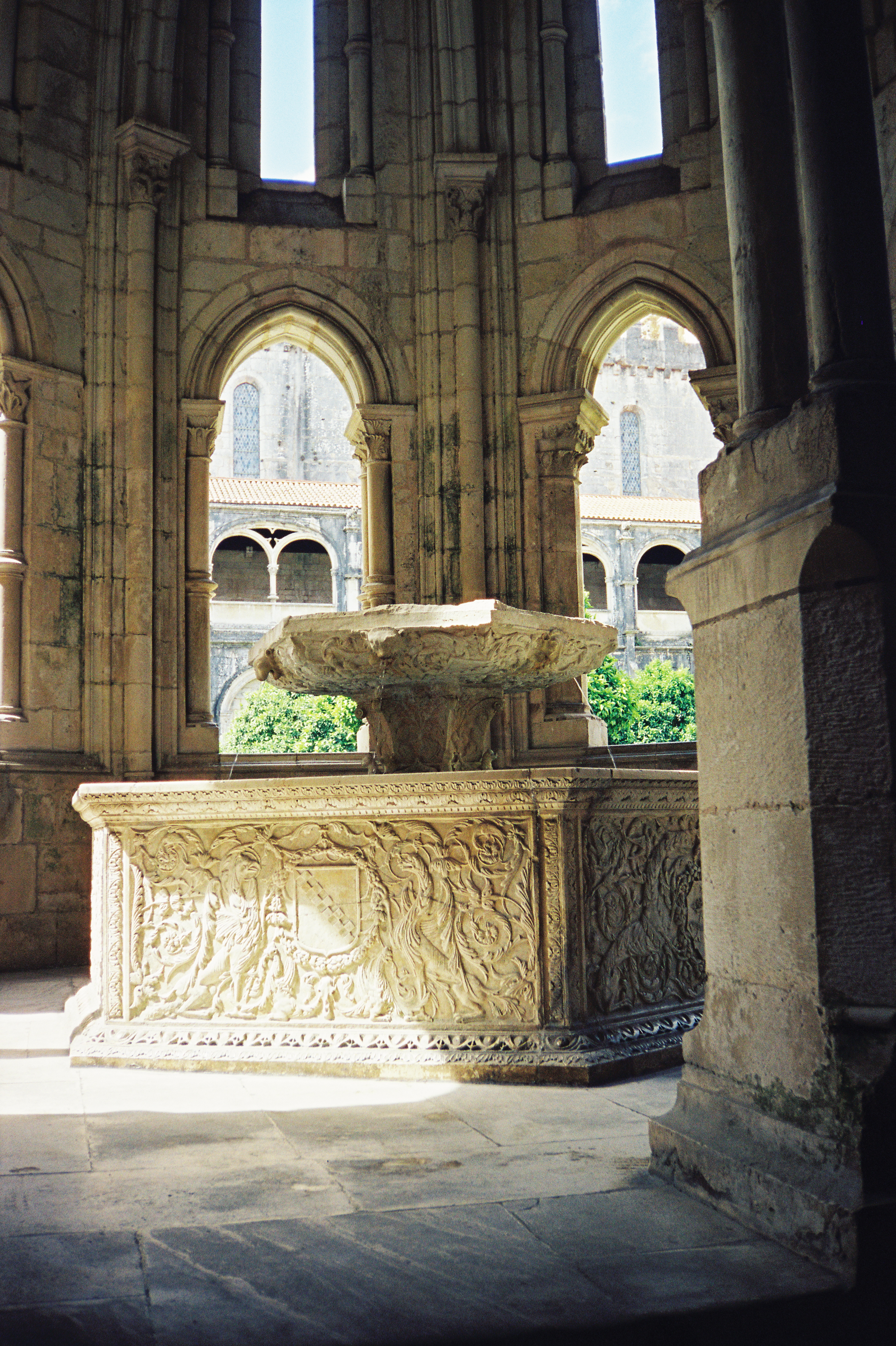
Fonte no Mosteiro de Alcobaça

Alcobaça é conhecida pelo seu mosteiro cisterciense, em torno do qual se desenvolveu a povoação, a partir do século XV. O mosteiro foi fundado por D. Afonso Henriques em 1148, e concluído em 1222, em estilo gótico. Durante a Idade Média, chegou mesmo a rivalizar com outras grandes abadias cistercienses da Europa; os coutos de Alcobaça constituíram um dos maiores domínios privados dentro do reino de Portugal, abarcando um dos municípios vizinhos de Alcobaça, a Nazaré, e parte do de Caldas da Rainha, para além de possuir inúmeras terras adquiridas por escambo, emprazamento, aforamento ou arrendamento um pouco por todo o país.
O mosteiro foi parcialmente incendiado pelos invasores franceses, chefiados por André Massena, em 1810, secularizado em 1834, e depois gradualmente restaurado. Parte da sua enorme biblioteca, com mais de cem mil tomos e manuscritos, foi salva do saque e incêndio dos franceses e do saque dos portugueses durante as guerras liberais, achando-se hoje preservada em parte na Biblioteca Pública de Braga e na Biblioteca Nacional de Lisboa.
Nos braços sul e norte do transepto da igreja do mosteiro, acham-se duas obras-primas da escultura gótica em Portugal: os túmulos dos eternos apaixonados, o rei D. Pedro (1357-1367) e D.Inês de Castro. São as melhores realizações escultórias da tumularia medieval portuguesa.
O mosteiro de Alcobaça foi classificado pela UNESCO, em 1989, Património Mundial.

## Economia
As actividades de maior destaque económico no município são:
- fruticultura, com destaque para a Maçã de Alcobaça e para a Pêra-rocha do Oeste. A Associação de Produtores de Maçã de Alcobaça (APMA) é a entidade gestora da Indicação Geográfica Protegida do fruto produzido entre os municípios de Leiria e Torres Vedras. Com 15 organizações e agrupamentos associados, a APMA reúne mais de mil produtores certificados, responsáveis pela produção integrada em 1200 hectares de pomares.[44]
- suinicultura
- cerâmica de barro vermelho, faiança e cristalaria
- indústria de moldes para plásticos
- fabrico de cimento
- Turismo

## Desporto e Cultura

### Artesanato
No município de Alcobaça há fabrico de olaria, cerâmica, vergas, juncos, lenços, toalhas, tapeçarias e cutelaria. São conhecidas as cestas de Coz.

### Gastronomia

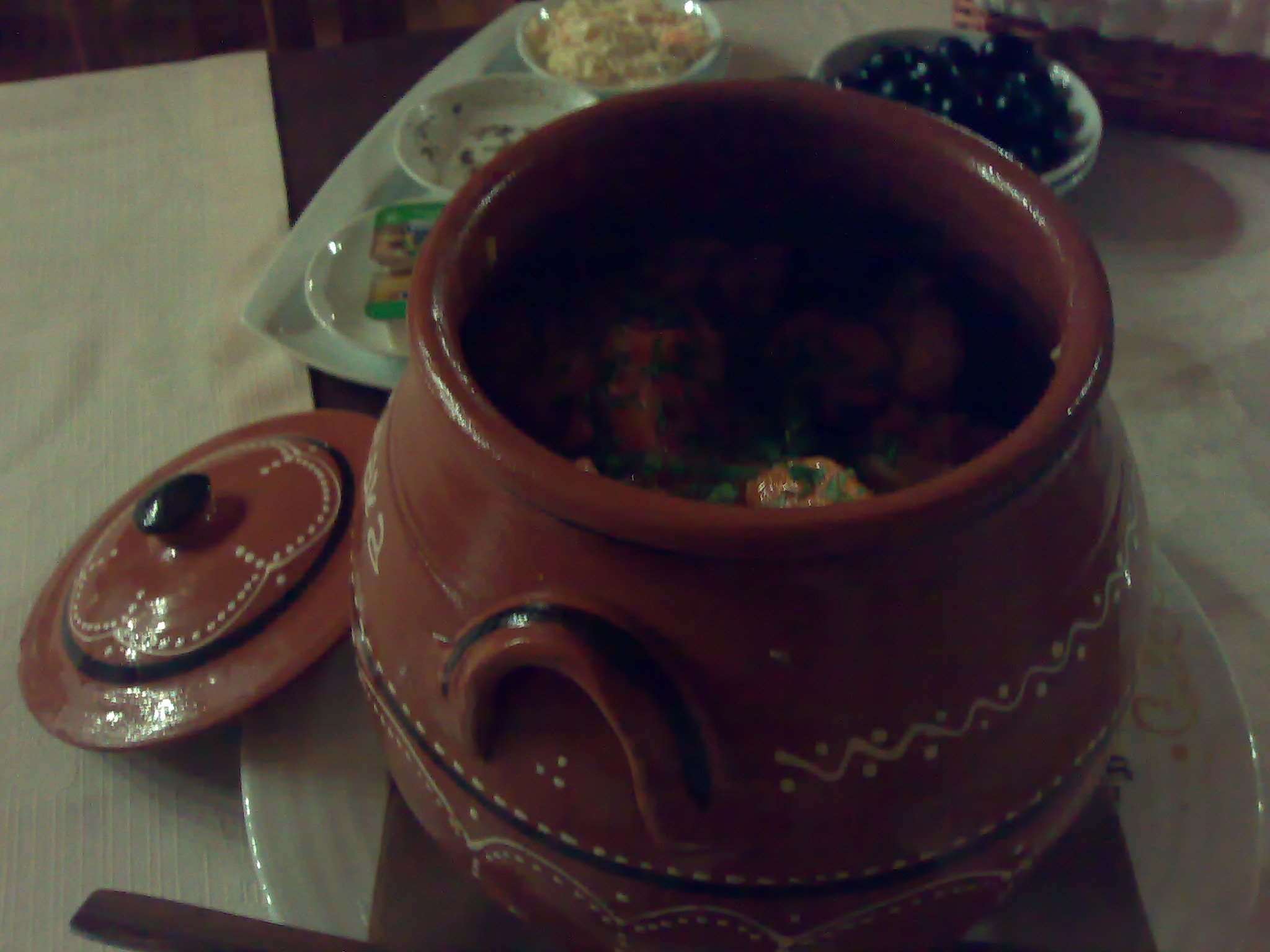
Frango na púcara

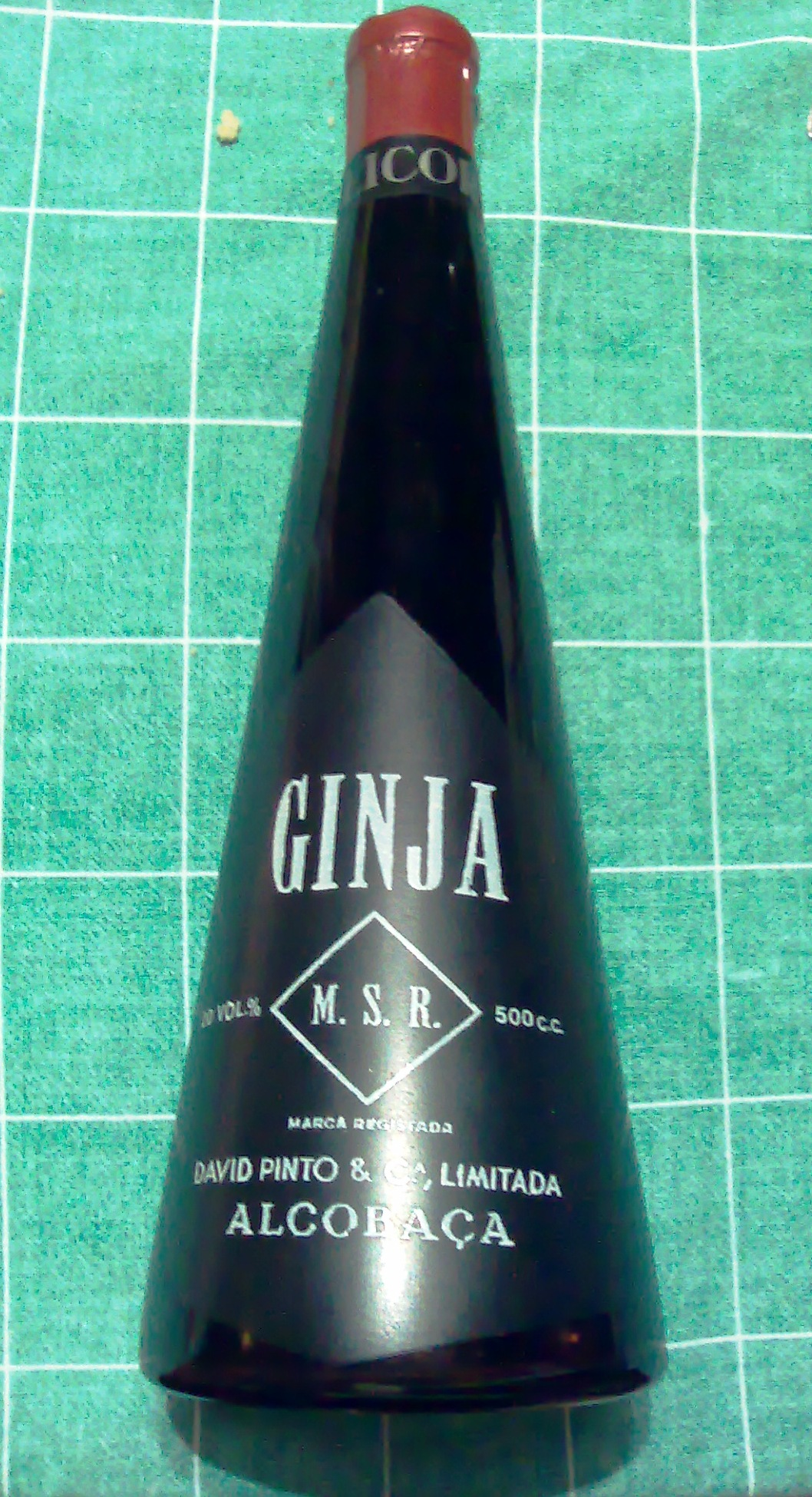
Ginja de Alcobaça

O prato típico da região de Alcobaça é o frango na púcara: um frango guisado aos pedaços com bastante molho de receita secreta, mas que inclui cebolinho, acompanhado de arroz branco e batatas fritas.
No campo da doçaria há a destacar: trouxas de ovos, delícias de Frei João e Pudim de ovos do mosteiro de Alcobaça. E o pão-de-ló de Alfeizerão (conhecidíssimo), já em 1906 referenciado por M. Vieira Natividade no seu opúsculo Alcobaça d´Outros Tempos.
Todos os anos decorre uma Mostra de Doçaria Conventual e Tradicional, que para além de Alcobaça conta com representações do país e do estrangeiro, nomeadamente de Braga, Arouca, Louriçal, Alentejo, Galiza, Espanha e França.
O licor de ginja de Alcobaça é também muito apreciado pelos visitantes da cidade, tendo vindo a ser produzido desde 1930.

### Museus
O município de Alcobaça possui o seguinte património museológico:
- Casa-Museu Vieira Natividade (em estado de avançada degradação, propriedade do IGESPAR)
- Museu do Vinho de Alcobaça (reaberto)
- Museu Agrícola, da EPACIS
- Museu dos Coutos de Alcobaça (em fase de instalação / inactivo, ver artigo)
- Museu da fábrica de cristal Atlantis
- Museu Raul Bernarda
- Museu Monográfico do Bárrio
- Museu das Máquinas Falantes

### Clubes e Associações
Alguns dos clubes radicados no município de Alcobaça:
- ABCD - Associação Beneditense de Cultura e Desporto
- ADEPA – Associação de Defesa e Valorização do Património Cultural da Região de Alcobaça
- HCT - Hóquei Clube de Turquel- disputa atualmente a 1a divisão nacional de hóquei em patins masculino
- AACD - Associação Alcobacense de Cultura e Desporto, que disputa o Campeonato Nacional Feminino - Região Sul P1 em hóquei em patins e a 3a divisão nacional masculino em hóquei em patins
- Alcobaça Clube de Ciclismo
- Alcobaça Moto-Clube
- Associação Hípica de Alcobaça
- Clube Alcobacense, um clube de sociedade
- CCC - Centro Cénico da Cela
- CCCA - Clube de Campismo e Caravanismo de Alcobaça, que explora um parque de campismo dentro da cidade[48]
- CCDS Casal Velho - Centro Cultural Desportivo e Social Casal Velho - disputa atualmente a 2.ª divisão nacional de futsal masculino Série E
- CCRD Burinhosa - Centro Cultural Recreativo e Desportivo da Burinhosa - disputa atualmente a 1.ª divisão nacional de futsal masculino
- Cister Sport de Alcobaça (andebol)- E-Mail:cistersportalcobaca@netvisao.pt
- Associação Recreativa Desportiva Cultural e Social do Casal Pardo
- SUA - Sport União Alfeizerense
- CNAL - Clube de Natação de Alcobaça (www.natacaoalcobaca.com)
- CTA - Clube de Ténis de Alcobaça
- UDT - União Desportiva de Turquel
- GCA - Ginásio Clube de Alcobaça, que já disputou o campeonato nacional de futebol da 1.ª divisão na época de 1982-1983
- ARRCPF - Associação Recreativa das Rosas, Casal Pinheiro e Fragosas com rancho folclórico
- Rotary Clube de Alcobaça
- Grupo Desportivo Concha Azul
- A.R.D.C.S. do Casal do Pardo - Associação Recreativa Desportiva Cultural e Social do Casal do Pardo
- diversas associações de caça e/ou pesca a nível das freguesias

Clubes que não sendo sediados no município, aqui desenvolvem actividades:
- Associação Mushing do Centro

### Rádio
- Rádio Cister emissão em frequência modulada 95.5 MHz[49]
- Benedita FM emissão em frequência modulada 88.1 MHz[50]

### Projectos e espaços culturais
- Projecto Cultural do Bazar das Monjas de Coz, na freguesia de Cós[51]
- Casa das Artes
- Cine-Teatro de Alcobaça - João d'Oliva Monteiro
- Panorama - Pavilhão Multiúsos de Alcobaça (inaugurado em março de 2025)[52]

## Alcobacenses famosos
Entre os alcobacenses famosos há a registar:
- Fernando Serafim, tenor lírico
- Fernando dos Santos, matador de toiros
- Frei António Brandão (1584-1637), historiador
- Frei Fortunato de São Boaventura (1777-1844), polígrafo
- Manuel Vieira de Natividade (1860-1918), arqueólogo
- Virgínia Vitorino (1895 - 1967), poetisa e dramaturga
- João d'Oliva Monteiro (1903-1949), industrial, fundador da Crisal e do cine-teatro
- Joaquim Vieira Natividade, engenheiro agrónomo e historiador local[53]
- Humberto Delgado (1906-1965), general e combatente contra o Salazarismo, viveu na Cela Velha
- Tarcísio Trindade, o único presidente de câmara do tempo da ditadura que não foi eleito pelas listas da União Nacional; deposto após a Revolução dos Cravos

### Artistas oriundos de Alcobaça
- João Santos, mestre oleiro[54]
- José Aurélio, escultor
- João Paulo Sousa, apresentador de televisão, ator e locutor de rádio
- The Gift, banda electrónica
- Mário Fróis Tanqueiro, ceramista
- Fernando Serafim, cantor lírico
- Sérgio Carolino, músico
- Rúben da Luz, músico
- Hugo Trindade, músico
- Daniel Bernardes, músico
- Diana Bernardes, criadora do método Teatro da Transformação de e para a comunidade, atriz e encenadora
- Diana Marquês Guerra, atriz
- Diana Nicolau, atriz
- Churky, músico[55]

## Geminações
A cidade de Alcobaça é geminado com as seguintes cidades:
- Chicopee, Massachusetts, Estados Unidos
- Aubergenville, Yvelines, França
- Cacuaco, Província de Luanda, Angola
- Bełchatów, voivodia de Łódź, Polónia[57]

## Galeria de imagens

Panorama da praça frente ao Mosteiro

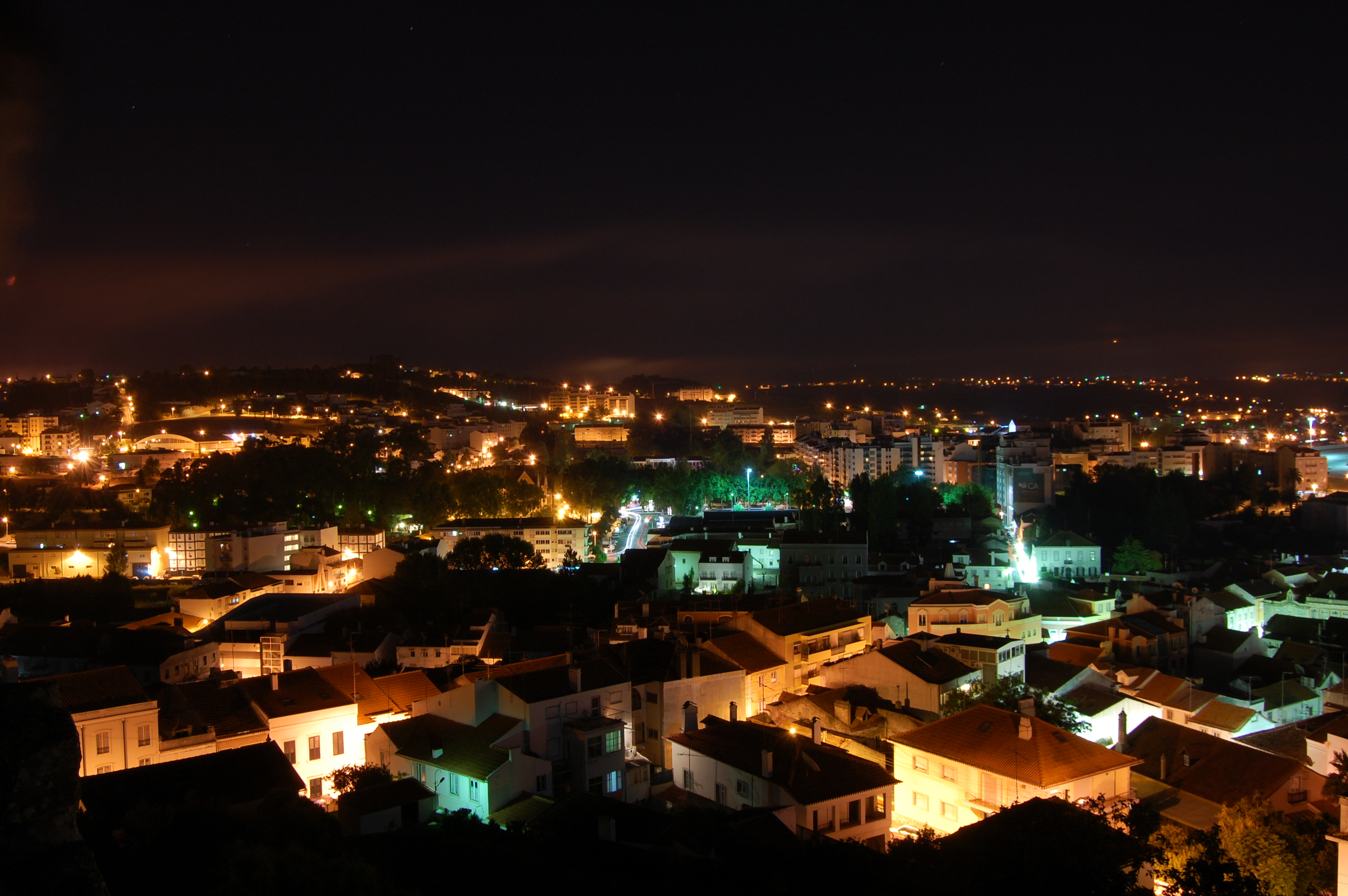
Centro da Cidade Alcobaça
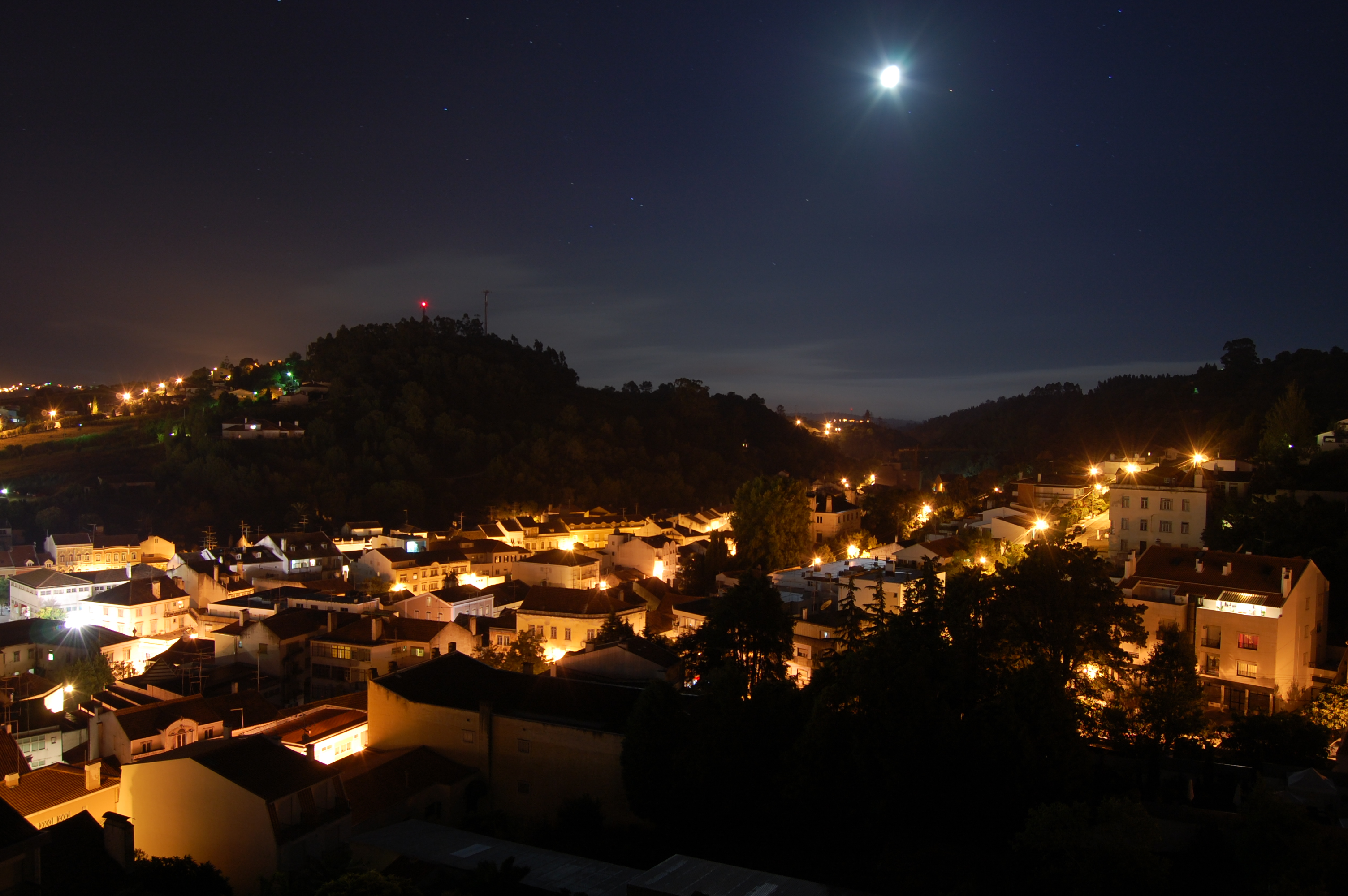
Zona Histórica Alcobaça
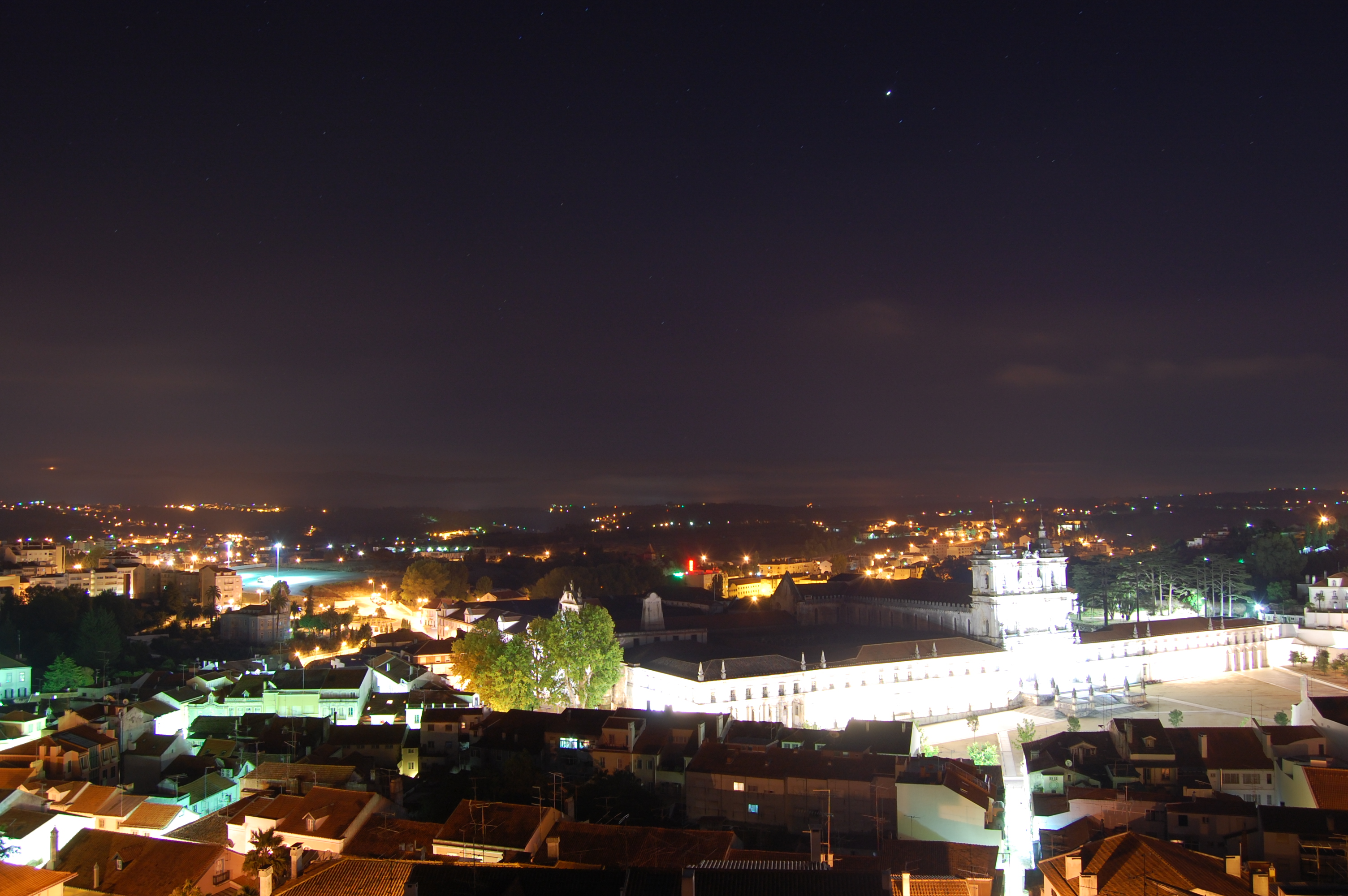
Mosteiro Stª Maria
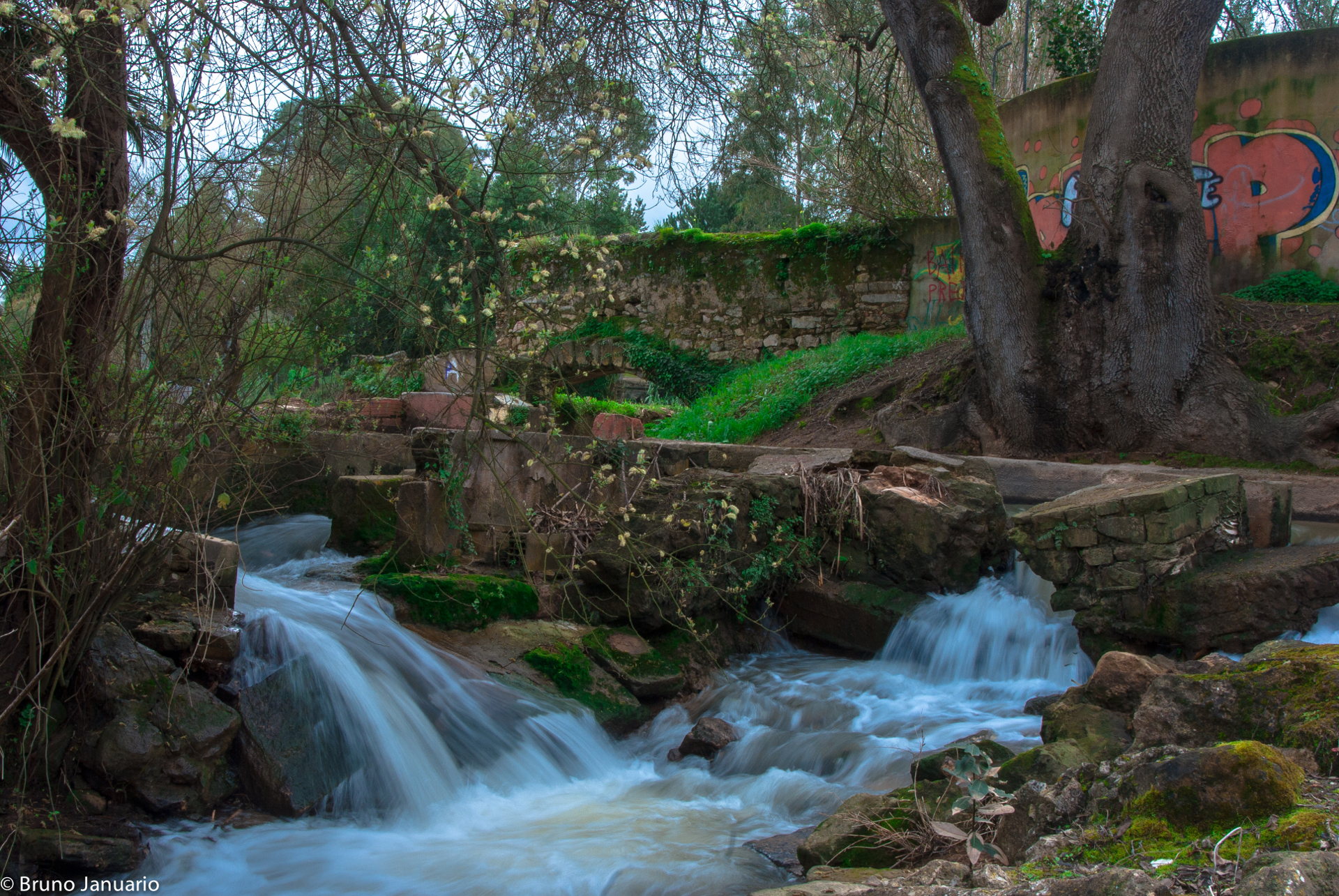
Cascata da Levadinha
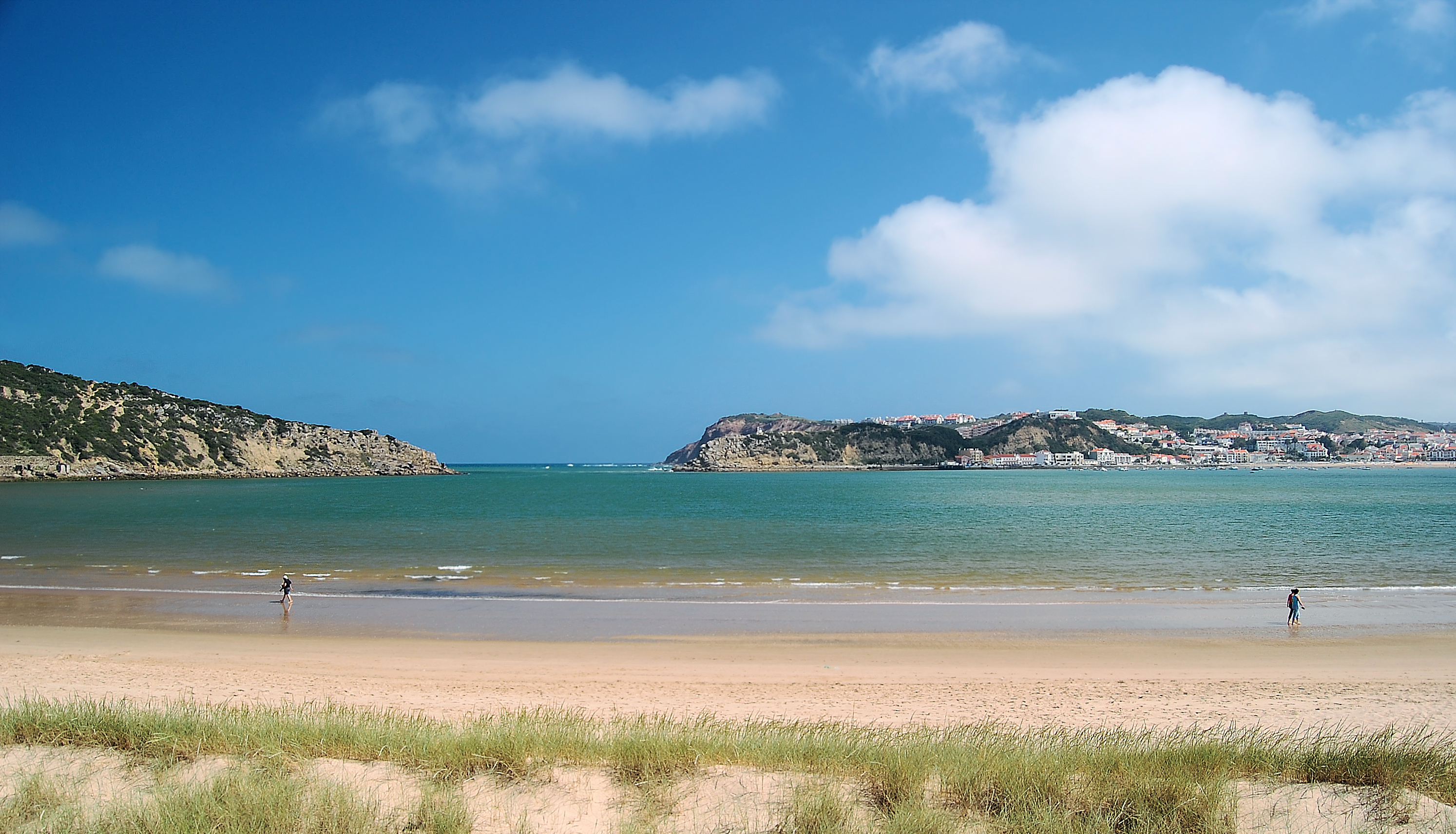
Baía S. Martinho do Porto
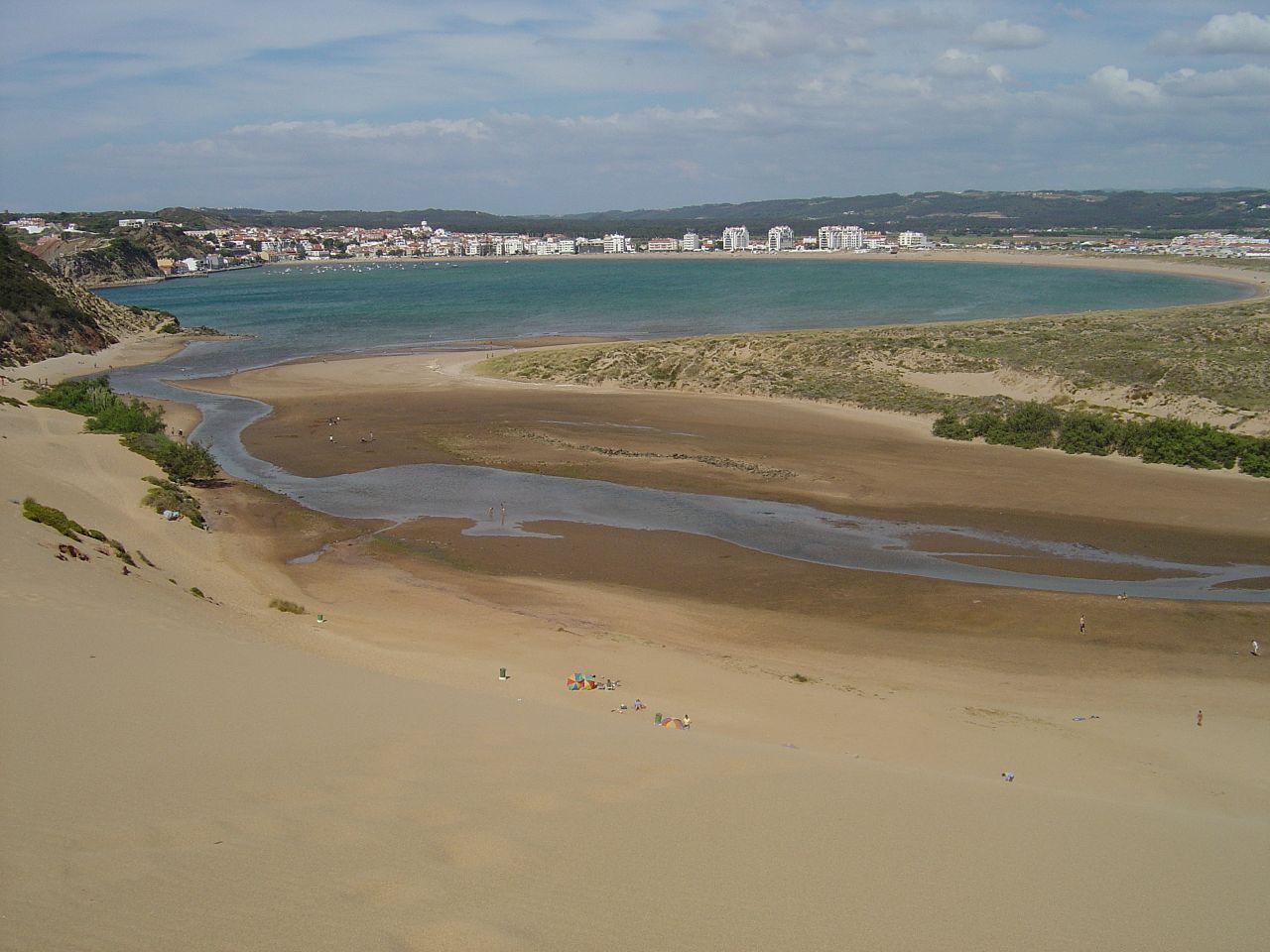
S. Martinho do Porto
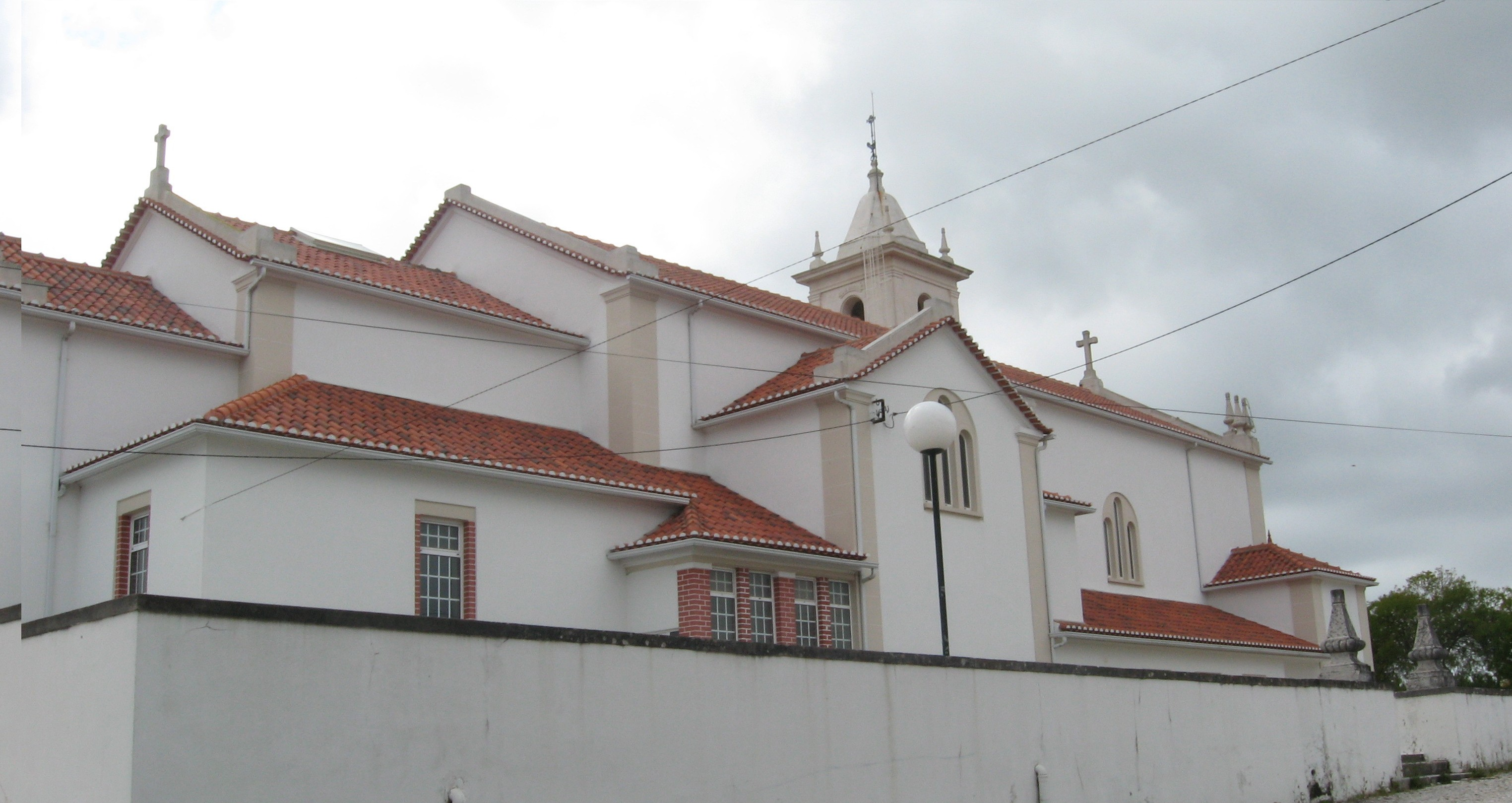
Igreja Paroquial de Pataias
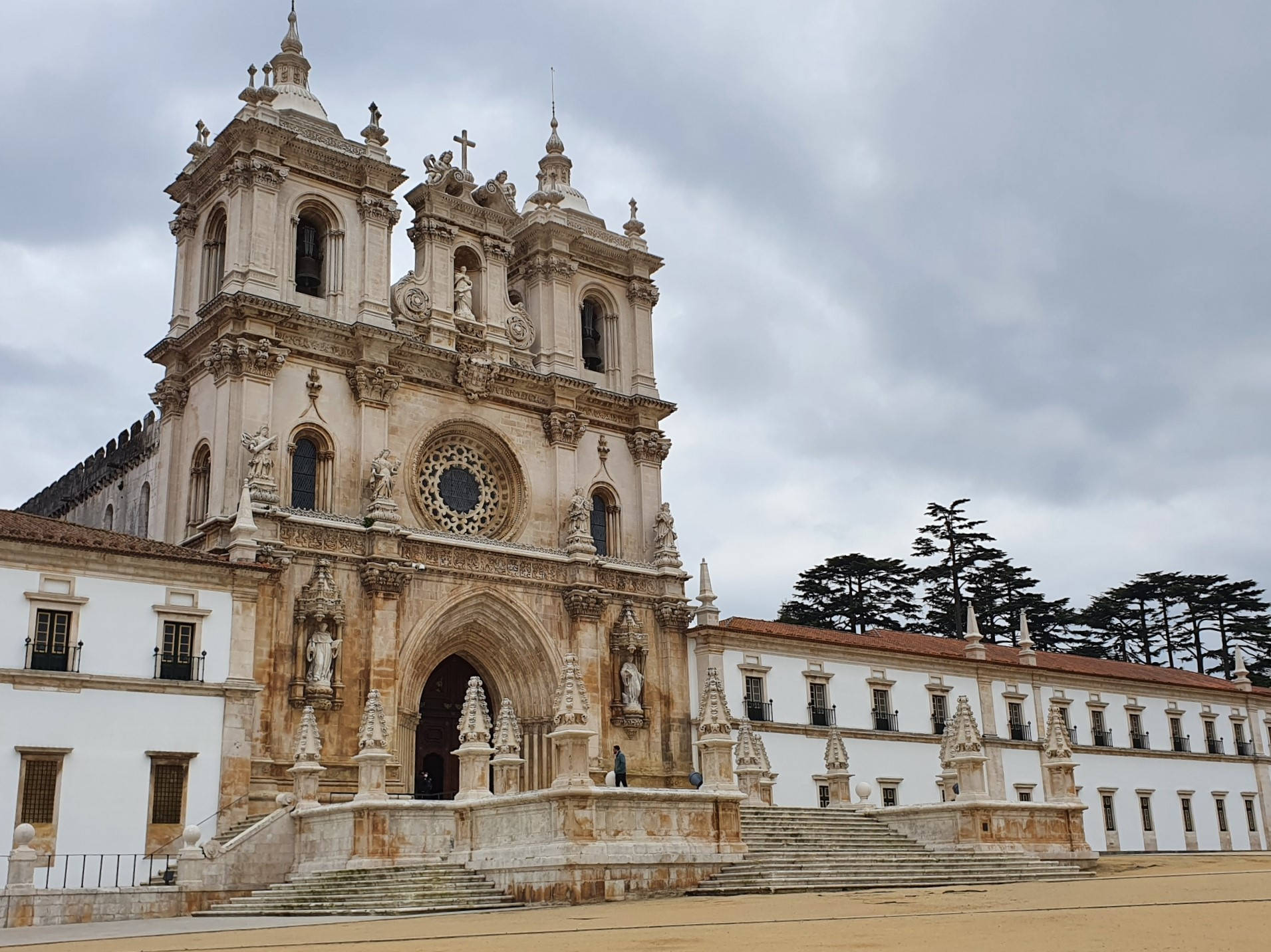
Mosteiro de Santa Maria de Alcobaça